# Viegasia costaricensis
Viegasia costaricensis är en svampart som först beskrevs av Syd. & P. Syd., och fick sitt nu gällande namn av Bat. & A.F. Vital 1960. Viegasia costaricensis ingår i släktet Viegasia och familjen Asterinaceae.   Inga underarter finns listade i Catalogue of Life.